# インドネシア・ベースボールリーグ
インドネシア・ベースボールリーグ（英名；Indonesia Baseball League）とはインドネシア国内で行われている野球リーグである。

## 概要
インドネシアでは野球は長く行われており、多くの国際大会に参加してきた。また国内の野球場の数もかなり多い状態であった。そこで2022年の8月17日の独立記念日及びインドネシア独立77周年を記念して、初のインドネシア・ベースボールリーグが開催された。
国内リーグはあまり盛んではなく歴史も浅いが、インドネシア国体で行われる野球競技は盛り上がりを見せる。当大会では順位に応じた予算が配分されるが、リーグはそうではないため注目度に大きな差がある。
試合は8月21日から8月26日まで開催された。

## 参加チーム
- バラデワ
- ガルーダ
- ゴージャス
- フラッシュ
- チータス
- プランボール

## 引用
https://www.wbsc.org/en/yearbook-2022